# マルクス・セルウィリウス・プレクス・ゲミヌス
マルクス・セルウィリウス・プレクス・ゲミヌス（ラテン語: Marcus Servilius Pulex Geminus、生没年不詳）は紀元前3世紀後期から紀元前2世紀前半の共和政ローマの政治家・軍人。紀元前202年に執政官（コンスル）を務めた。

## 出自
プレクス・ゲミヌスはセルウィリウス氏族の出身である。セルウィリウス氏族はアルバ・ロンガからローマに移住した六氏族の一つとされている。紀元前495年のプブリウス・セルウィリウス・プリスクス・ストルクトゥス以来、多くの執政官を輩出してきた。しかしゲミヌス自身はパトリキ（貴族）ではなくプレブス（平民）であった。カピトリヌスのファスティによると、父のプラエノーメン（第一名、個人名）はガイウス、祖父はプブリウスである。父ガイウスは紀元前218年に法務官（プラエトル）に就任したがボイイ族との戦いで敗北し、15年間捕虜となった。祖父プブリウスは、紀元前252年と紀元前248年の二度執政官を務めたが「ゲミヌス」（双子）のコグノーメン（第三名、家族名）を名乗った最初の人物である。兄のガイウス・セルウィリウス・ゲミヌスは紀元前203年に執政官を務めている。
祖父プブリウスはパトリキであったが、マルクスは生まれた時点からプレブスであった。おそらく父ガイウスの時点でプレブスになっていたと思われる。
プレクスは蚤を意味するが、プレクス・ゲミヌスという二重コグノーメンはカピトリヌスのファスティにのみ記載されており、他の文献では確認できない。
息子のマルクスは紀元前181年にトリブヌス・ミリトゥムを務めており、孫のガイウスはウァティアのコグノーメンを名乗った。ひ孫のプブリウス・セルウィリウス・ウァティア・イサウリクスは紀元前79年に執政官となっている。

## 経歴
プレクス・ゲミヌスが最初に記録に現れるのは紀元前211年であり、前年に死亡したスプリウス・カルウィリウス・マクシムス・ルガに代わって鳥占官（アウグル）に就任している。翌年、第二次ポエニ戦争に出征し、勇敢な戦士との評判を得た。紀元前204年には上級按察官（アエディリス・クルリス）に就任し、競技会を開催している。紀元前203年、兄のガイウスが執政官を務めていたが、プブリウス・スルピキウス・ガルバ・マクシムスを独裁官（ディクタトル）に任じた。プレクス・ゲミヌスは騎兵長官（マギステル・エクィトゥム）に指名された。ある資料ではガルバ・マクシムスとプレクス・ゲミヌスは、ハンニバルを支援した都市を廻り、その理由を調査したとする。別の資料では、これを実施したのは執政官ガイウスであったとする。何れの資料でも、年末の政務官選挙はガルバ・マクシムスとプレクス・ゲミヌスが管理したとしている。
この選挙にはプレクス・ゲミヌス自身も立候補しており、執政官に当選した。同僚のパトリキ執政官はティベリウス・クラウディウス・ネロであった。既に第二次ポエニ戦争は最終段階に入っており、両執政官ともにアフリカへの出征を望んだ。民会はスキピオ・アフリカヌスが引き続きアフリカ遠征軍の指揮を執ることを望んだが、元老院は執政官の出征を支持し、くじ引きの結果ネロがアフリカを担当することとなった（実際には出陣以前にスキピオがザマの戦いで勝利した）。プレクス・ゲミヌスはエトルリアを担当することとなった。この年の中頃、兄ガイウスを選挙実施のための独裁官に任命し、プレクス・ゲミヌスはローマを離れた。翌紀元前201年にも前執政官（プロコンスル）として、エトルリアでのインペリウム（軍事指揮権）を維持した。
カルタゴとの講和が成立して第二次ポエニ戦争が終結すると、プレクス・ゲミヌスはスキピオのアフリカ遠征軍の退役兵士に対して、サムニウムとアプリア（現在のプッリャ州）の土地分配を行う十人委員会の一員となった。紀元前197年には、カンパニアの沿岸地域に五箇所の植民市を建設するための三人委員会に選ばれた。
プレクス・ゲミヌスに関する最後の記録は紀元前167年のものである。第三次マケドニア戦争が終結し、ルキウス・アエミリウス・パウルスのトリブヌス・ミリトゥム（高級士官）であったセルウィウス・スルピキウス・ガルバがパウルスの凱旋式実施を求めた際に、プレクス・ゲミヌスはこれを支持している。市民に対する演説ではパウルスが戦闘で受けた傷跡を見せ、彼の奮戦を讃えている。

## 参考資料

### 古代の資料
- カピトリヌスのファスティ
- ティトゥス・リウィウス『ローマ建国史』
- プルタルコス『対比列伝』

### 研究書
- Broughton R. "Magistrates of the Roman Republic" - New York, 1951. - Vol. I. - P. 600.
- Geiger J. "The Last Servilii Caepiones of the Republic" // Ancient Society. - 1973. - No. IV. - P. 143-156 .
- Münzer F. "Servilii Caepiones" // Paulys Realencyclopädie der classischen Altertumswissenschaft. - 1942. - Bd. II A, 2. - Kol. 1775-1780.
- Münzer F. "Servilius 59" // Paulys Realencyclopädie der classischen Altertumswissenschaft. - 1942. - Bd. II A, 2. - Kol. 1791-1792.
- Münzer F. "Servilius 60" // Paulys Realencyclopädie der classischen Altertumswissenschaft. - 1942. - Bd. II A, 2. - Kol. 1792-1794.
- Münzer F. "Servilius 62" // Paulys Realencyclopädie der classischen Altertumswissenschaft. - 1942. - Bd. II A, 2. - Kol. 1795-1796.
- Münzer F. "Servilius 78" // Paulys Realencyclopädie der classischen Altertumswissenschaft. - 1942. - Bd. II A, 2. - Kol. 1805-1808.